# Proton (raketa)
Proton (rus. Прото́н) je ruska raketa za lansiranje svemirskih letjelica. Prvi put je upotrijebljena 1965. godine, a upotrebljava se i danas za komercijalna i vladina lansiranja. Proton je jedno najuspješnijih potrošnih lansirnih vozila velike nosivosti u povijesti astronautike. Svi Protoni lansiraju se s kozmodroma Baikonur.
Raketa je dobila ime po velikim znanstvenim satelitima "Proton" koji su bili prvi teret koje je raketa lansirala. Velika nosivost rakete omogućila je korištenje teške znanstvene opreme u tim satelitima poput detektora čestica. Zato se sateliti "Proton" mogu smatrati začetnici visokoenergetske astronomije.
Izvorni Proton ima sposobnost ponijeti u tzv. nisku orbitu (LEO) korisni teret mase oko 20,700 kg. U međuplanetarnu putanju takav Proton može ponijeti teret mase oko 5,800 kg (Luna 16, Luna 20 i Luna 24). 
Rakete sličnih mogućnosti: Delta-IV, Atlas V, Ariane 5, Chang Zheng 5, Angara, Falcon 9.

## Povijest
Proton je u početku trebao biti Super ICBM. Bio je dizajniran za nošenje 10 megatonske atomske bombe na udaljenost do 12,000 km. Bio je znatno veći od uobičajenih ICBM-ova i nikada nije upotrijebljen u te svrhe. Glavni dizajner Protona je Vladimir Nikolajević Čalomej. Čalomej je bio izravna konkurencija Sergeju Koroljevu i njegovoj raketi N-1. Želio je Protonom lansirati dvodijelna letjelicu s ljudskom posadom Zond prema Mjesecu i natrag na Zemlju.
Nakon izlaska Saturna 5 iz upotrebe, Proton je postao najveće potrošno lansirno vozilo do pojave rakete Energia 1987. godine.
U razdoblju od 1965. do 1970., raketa Proton doživjela je desetke kvarova. Nakon modifikacija i uklanjanja nedostataka, Proton je postao jedan od najpouzdanijih lansirnih vozila velike nosivosti. U 300 lansiranja postigao je 96% pouzdanost.
Proton je u svojoj karijeri služio kao lansirno vozilo za bespilotne letjelice do Mjeseca, svemirske postaje Saljut, module svemirskih postaja Mir i ISS, tucet sondi prema Veneri, Marsu te čak prema Halleyjevu kometu.

## Parametri rakete
| parametar             | vrijednost       |
| --------------------- | ---------------- |
| visina                | 53.0 m           |
| promjer               | 7.4 m            |
| masa                  | 693.810 kg       |
| broj stupnjeva        | 3 ili 4          |
| nosivost (LEO)        | 20.700 kg        |
| nosivost (GTO)        | 5.800 kg         |
| broj lansiranja       | 402              |
| uspješna lansiranja   | 356              |
| prvo lansiranje       | 16. srpanj 1965. |
| posljednje lansiranje |                  |

| parametar          | 1. stupanj | 2. stupanj              | 3. stupanj  | 4. stupanj |
| ------------------ | ---------- | ----------------------- | ----------- | ---------- |
| motor              | 6 x RD-275 | 3 x RD-0210 1 x RD-0211 | 1 x RD-0212 | 1 x RD-58M |
| ukupan potisak     | 10.470 kN  | 2.399 kN                | 630 kN      | 83.4 kN    |
| specifičan impuls  | 316 s      |                         |             | 349 s      |
| trajanje izgaranja | 126 s      | 206 s                   |             |            |
| gorivo             | N2O4/UDMH  | N2O4/UDMH               | N2O4/UDMH   | RP-1/LOX   |

## Verzije
Postoje dvije verzije rakete Proton. 

#### Proton 8K82K
Proton 8K82K za gorivo koristi nesimetrični dimetil hidrazin i dušićni tetroksid. Ove kemikalije spadaju u hipergolična goriva, tj goriva koja pri kontaktu imaju sposobnost samozapaljivanja. Prednost tih goriva je što mogu biti skladištena na sobnoj temperaturi. Veliki nedostatak goriva je izrazita korozivnost i toksičnost tih kemikalija te ispuštanje toksičnih para prilikom izgaranja.
Proton 8K82K može se lansirati u verziji s tri ili četiri stupnja.
- Prvi stupanj ima šest motora RD-253 čiji je dizajner Valentin Gluško. Motori RD-253 su jednostavne konstrukcije ali ipak visoko učinkoviti. Masa prvog stupnja s gorivom je 450 tona i izgara 124 sekunde. Ukupan potisak svih 6 motora je 10,470 kN (u vakuumu).

- Drugi stupanj počinje s radom dok je još spojen s prvi stupnjom. Pogon drugom stupnju daju četiri RD-0210 motori koji daju ukupan potisak od 2,399 kN (u vakuumu). Masa drugog stupnja gorivom je 168 t. Vrijeme rada drugog stupnja je 206 sekundi.

- Treći stupanj mase 50.7 t sastoji se od jednog motora RD-0212 koji ostvaruje potisak od 640 kN. Vrijeme rada motora je 238 sekundi.

- Četvrti stupanj (blok D) ima masu od 13.4 t. Pogon se sastoji od jednog RD-58 motora koji radi na kerozin. Dužina rada motora je 470 sekundi.

#### Proton M
Proton-M je modernizirana verzija Protona 8K82K. U stanju je lansirati 3,200 kg u geostacionarnu orbitu ili 6.150 kg u geostacionarnu transfernu orbitu. U nisku orbitu (LEO) može lansirati 22,000 kg.
Neke od promjena na Protonu M su smanjena masa, veći potisak i potpunije izgaranje goriva. To je dovelo do blagog poboljšanja performansi i smanjena ispuštanja toksičnih para pri lansiranju.
Umjesto četvrtog stupnja (blok D) može se koristiti Breeze-M. Breeze M umjesto kerozina koristi hiperoglično gorivo i koristi se za ubacivanje u geostacionarnu orbitu.

## Budućnost
U bližoj budućnosti Proton bi trebao biti zamijenjen raketom Angarom.